# Алгебраическое многообразие
Алгебраическое многообразие — центральный объект изучения алгебраической геометрии. Классическое определение алгебраического многообразия — множество решений системы алгебраических уравнений над действительными или комплексными числами. Современные определения обобщают его различными способами, но стараются сохранить геометрическую интуицию, соответствующую этому определению.
Понятие алгебраического многообразия имеет некоторое сходство с понятием гладкого многообразия. Различие состоит в том, что алгебраические многообразия, в отличие от гладких многообразий, могут иметь особые точки. Окрестность неособой точки действительного алгебраического многообразия изоморфна гладкому многообразию.
Доказанная около 1800 года основная теорема алгебры установила связь между алгеброй и геометрией, показав, что приведённый многочлен от одной переменной (алгебраический объект) однозначно определяется своими комплексными корнями, то есть конечным множеством точек на комплексной плоскости (геометрический объект). Теорема Гильберта о нулях, обобщая этот результат, установила фундаментальное соответствие между идеалами кольца многочленов и алгебраическими многообразиями. Используя теорему Гильберта о нулях и связанные с ней результаты, математики установили соответствие между вопросами об алгебраических многообразиях и вопросами теории колец; использование подобных соответствий является отличительной чертой алгебраической геометрии.
Примечание: Определение алгебраического многообразия может слегка различаться у разных авторов: некоторые авторы включают в определение свойство неприводимости (это значит, что многообразие не может быть объединением меньших многообразий, см. ниже), тогда как некоторые различают неприводимые и «общие» многообразия. В данной статье множества решений систем уравнений, не являющиеся неприводимыми, будут называться алгебраическими множествами.

## Определения
Существуют различные типы алгебраических многообразий: аффинные многообразия, проективные многообразия, квазипроективные многообразия. Алгебраическое многообразие в наиболее общем смысле получается склейкой нескольких квазипроективных многообразий.

### Аффинные многообразия
Пусть k — алгебраически замкнутое поле (в классической алгебраической геометрии — поле комплексных чисел); {\displaystyle \mathbb {A} ^{n}} — n-мерное аффинное пространство над k. Существует теорема из классического анализа, утверждающая, что замкнутые подмножества {\displaystyle \mathbb {R} ^{n}} — это в точности множества нулей всевозможных бесконечно дифференцируемых функций. Топология Зарисского в некотором смысле переносит это свойство на случай полиномиальных функций: при определении топологии Зарисского каждому множеству многочленов от n переменных сопоставляется множество точек аффинного пространства, на которых все эти многочлены равны нулю:
{\displaystyle Z(S)=\{x\in \mathbb {A} ^{n}\mid f(x)=0\;\forall f\in S\}.}
Замкнутые множества в топологии Зарисского на {\displaystyle \mathbb {A} ^{n}} — это все множества вида Z(S), также эти замкнутые множества называются алгебраическими множествами. Аффинное алгебраическое многообразие — это алгебраическое множество, которое нельзя представить в виде объединения двух меньших алгебраических множеств.
Подмножеству {\displaystyle V\subseteq \mathbb {A} ^{n}} можно сопоставить идеал, состоящий из многочленов, равных нулю на этом подмножестве:
{\displaystyle I(V)=\{f\in k[x_{1},\ldots ,x_{n}]\mid f(x)=0\;\forall x\in V\}.}
В случае, когда V — алгебраическое многообразие, факторкольцо кольца многочленов по идеалу I(V) называется координатным кольцом данного многообразия, обычно обозначаемым k[V]. Заметим, что алгебраическое множество V является многообразием тогда и только тогда, когда I(V) — простой идеал (или, эквивалентно, координатное кольцо целостно).

### Проективные и квазипроективные многообразия
Пусть k — алгебраически замкнутое поле и {\displaystyle \mathbb {P} ^{n}} — n-мерное проективное пространство над k, то есть проективизация {\displaystyle \mathbb {A} ^{n+1}}. Никакой многочлен не определяет функцию на этом пространстве (так как у одной точки существует множество различных однородных координат), однако для однородного многочлена от n + 1 переменной можно корректно определить точки, в которых многочлен равен нулю (так как пропорциональным однородным координатам соответствуют пропорциональные значения однородного многочлена). Таким образом, множеству однородных многочленов S можно сопоставить множество точек Z(S), в которых все эти многочлены равны нулю, это определяет топологию Зарисского на проективном пространстве. Проективное алгебраические многообразие — это неприводимое замкнутое (в топологии Зарисского) подмножество проективного пространства {\displaystyle \mathbb {P} ^{n}}. Множеству V можно сопоставить однородный идеал, порождённый однородными многочленами, равными нулю на V. Факторкольцо по нему называется однородным координатным кольцом.
Квазипроективное многообразие — это открытое подмножество проективного многообразия. В частности, любое аффинное многообразие изоморфно квазипроективному.

### Абстрактные алгебраические многообразия
В классической алгебраической геометрии рассматривались только квазипроективные многообразия. Недостаток этого определения состоит в том, что приходится фиксировать определённое вложение многообразия в проективное пространство: например, {\displaystyle \mathbb {P} ^{1}\times \mathbb {P} ^{1}} нельзя называть многообразием до тех пор, пока не задано его вложение в проективное пространство (для задания такого вложения приходится использовать вложение Сегре). К тому же, если алгебраическое многообразие можно вложить в одно проективное пространство, его можно вложить и в бесконечное множество других, используя композицию с вложением Веронезе. Далеко не очевидно, что свойства многообразий (такие, как свойство отображения между многообразиями быть регулярным) не зависят от выбора такого вложения.
Первая попытка определить алгебраическое многообразие абстрактно (то есть не задавая вложение в проективное пространство) была сделана Вейлем, который в работе Foundations of Algebraic Geometry определил многообразия при помощи нормирований. Клод Шевалле предложил определение схемы, которое работало в большем числе ситуаций. Однако определение схемы, данное Александром Гротендиком, было ещё более общим и было признано большим числом математиков. На языке теории схем алгебраическое многообразие обычно определяют как целую отделимую схему конечного типа над алгебраически замкнутым полем, некоторые авторы также отбрасывают требование алгебраической замкнутости или неприводимости.

## Примеры
Ниже приведено несколько примеров алгебраических многообразий (более того, все они являются алгебраическими кривыми). Множество других примеров можно найти в категории алгебраические кривые.
| Размерность многообразия→ Степень многочлена↓ | 0     | 1                     | 2                              | … | k                           |
| --------------------------------------------- | ----- | --------------------- | ------------------------------ | - | --------------------------- |
| 1                                             | Точка | Прямая                | Плоскость                      | … | Гиперплоскость              |
| 2                                             | Точка | Коника                | Поверхность второго порядка    | … | Квадрика                    |
| 3                                             | Точка | Кубика                | Поверхность третьего порядка   | … | Многообразие 3 порядка      |
| 4                                             | Точка | Квартика              | Поверхность четвёртого порядка | … | Многообразие 4 порядка      |
| …                                             | Точка | …                     | …                              | … | …                           |
| k                                             | Точка | Алгебраическая кривая | Алгебраическая поверхность     | … | Алгебраическое многообразие |

### Аффинная прямая
Рассмотрим многочлен из кольца {\displaystyle \mathbb {C} [x,y]:}
{\displaystyle f(x,y)=ax+by+c.}
Множество нулей этого многочлена — аффинная прямая в {\displaystyle \mathbb {C} ^{2}}. Чтобы доказать, что аффинная прямая является алгебраическим многообразием, достаточно заметить, что многочлен {\displaystyle ax+by+c} неприводим, а кольцо k[x, y] факториально (в факториальном кольце главный идеал, порождённый неприводимым многочленом, прост).

### Квадрики
Все эллипсы, параболы и гиперболы (то есть все невырожденные квадрики) являются алгебраическими подмногообразиями комплексной плоскости. Вырожденная квадрика не всегда является алгебраическим многообразием: например, квадрику {\displaystyle xy} можно представить как объединение двух прямых, в данном случае такое представление единственно. Это не случайно: любое алгебраическое множество может быть представлено как объединение конечного числа алгебраических многообразий (из которых ни одно не является подмногообразием другого), и притом единственным образом.

### Скрученная кубика
Множество точек пространства {\displaystyle \mathbb {C} ^{3}}, имеющих вид {\displaystyle (z,z^{2},z^{3})} — аффинное алгебраическое многообразие, и, более того, алгебраическая кривая, не содержащаяся ни в какой плоскости. Это множество — «скрученная кубика», изображенная на иллюстрации выше (точнее, изображена её проекция на трёхмерное вещественное пространство). Его можно задать как множество общих нулей двух уравнений:
{\displaystyle {\begin{aligned}y-x^{2}&=0\\z-x^{3}&=0.\,\end{aligned}}}
Наиболее простой способ доказать неприводимость этого множества — использовать проекцию (x, y, z) → (x, y), которая инъективна на множестве решений и образ которой — неприводимая кривая (парабола).
Обычно скрученную кубику рассматривают как проективное многообразие в {\displaystyle \mathbb {P} ^{3}}, являющееся образом отображения Веронезе. Во многих учебниках она приводится как простейший пример кривой в проективном пространстве, не являющейся линейной. Выше было рассмотрено изображение этого многообразия в одной из аффинных карт.

## Связанные определения

### Регулярное отображение
Регулярное отображение между аффинными многообразиями — это отображение, заданное многочленами. Более точно, если {\displaystyle X\subset \mathbb {A} ^{n},Y\subset \mathbb {A} ^{m}} — аффинные многообразия, регулярное отображение — это отображение вида {\displaystyle f=(f_{1},\dots ,f_{m})}, где {\displaystyle f_{i}\in k[x_{1},\dots ,x_{n}]/I(X)}, а {\displaystyle f(X)\subseteq Y}, то есть образ любой точки из X удовлетворяет уравнениям, задающим Y.
Более обще, отображение ƒ:X→Y квазипроективных многообразий регулярно в точке x, если существует окрестность U точки x и окрестность V точки f(x), такие что ограничение ƒ:U→V — регулярное отображение (аффинных) многообразий. Тогда отображение регулярно, если оно регулярно во всех точках области определения.
Регулярное отображение в {\displaystyle \mathbb {A} ^{1}} называется регулярной функцией. Кольцо регулярных функций на аффинном многообразии V называется координатным кольцом k[V]. Это определение совпадает с данным выше определением координатного кольца, так как две регулярные функции на {\displaystyle \mathbb {A} ^{n}} совпадают на {\displaystyle V\subset \mathbb {A} ^{n}} тогда и только тогда, когда их разность принадлежит {\displaystyle I(V)}. Также это кольцо совпадает с кольцом рациональных функций, значения которых конечны во всех точках V (доказательство этого факта использует неприводимость многообразия), или, более абстрактно, с кольцом глобальных сечений структурного пучка на V (см. статьи Спектр кольца, Схема). Также можно рассмотреть поле функций k(V) на алгебраическом многообразии V, состоящее из всех рациональных функций на V.
Регулярные отображения, по определению, суть морфизмы в категории алгебраических многообразий. В частности, из того факта, что категория аффинных схем двойственна категории коммутативных колец, следует, что регулярные отображения между аффинными многообразиями находятся во взаимно-однозначном соответствии с гомоморфизмами их координатных колец.
Обратимое регулярное отображение, обратное к которому также регулярно, называется бирегулярным отображением. Алгебраические многообразия изоморфны тогда и только тогда, когда между ними существует бирегулярное отображение.
Регулярность отображения является довольно сильным условием: например, из теоремы Лиувилля следует, что единственные регулярные функции на проективном многообразии — константы. По этой причине часто используют более слабые условия — рациональность отображения и бирациональная эквивалентность многообразий.

### Размерность многообразия
Пусть k[V] — координатное кольцо многообразия V. Тогда размерность V — это степень трансцендентности поля частных кольца k[V] как расширения поля k.
Существует множество эквивалентных определений размерности. Например, пусть x — произвольная неособая точка многообразия V, тогда структурный пучок на V позволяет определить локальное кольцо Rx «рациональных функций в точке x» с максимальным идеалом m, тогда размерность многообразия — это размерность факторкольца m/m2 как векторного пространства над полем Rx/m. Ещё одно определение: размерность аффинного многообразия A — это супремум таких n, что существует цепочка аффинных подмногообразий {\displaystyle X_{0}\subsetneq X_{1}\subsetneq \ldots \subsetneq X_{n}=A}.
Алгебраические многообразия размерности 1 называют алгебраическими кривыми. Чаще всего рассматривают комплексные алгебраические кривые, в окрестности неособой точки они гомеоморфны двумерному действительному многообразию. Род комплексной алгебраической кривой — это род соответствующей топологической поверхности.
Алгебраические многообразия размерности 2 называют алгебраическими поверхностями.